# Gießerplatz

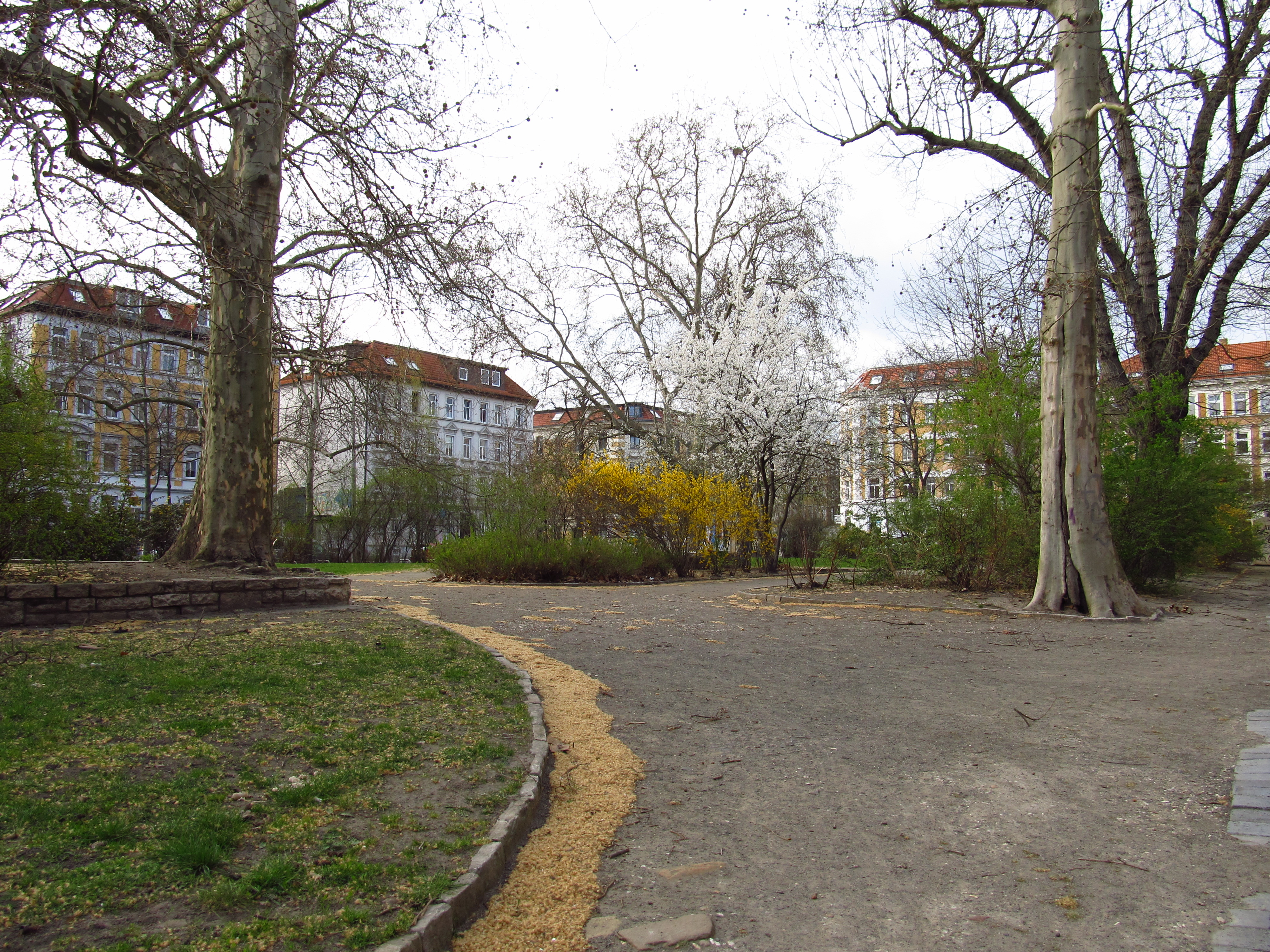
Gießerplatz

Als Gießerplatz wird im Volksmund eine Grünanlage im Leipziger Stadtteil Plagwitz bezeichnet.
Der Platz wird umgrenzt von der Siemensstraße im Norden, der Gerhardstraße im Osten, der Antonienstraße im Süden sowie der namensgebenden Gießerstraße im Westen, deren Namen auf die 1872 an der Straße errichtete Gießerei Meier & Weichelt zurückgeht.
Auf dem Gelände befand sich bis 1889 der Standort der Windmühle von Kleinzschocher. Im Zuge der 1898 einsetzenden planmäßigen Bebauung des Gebiets mit Arbeiterwohnhäusern in offener Blockrandbauweise wurde auf dieser Fläche eine Grünanlage angelegt, die als Mittelpunkt des Viertels fungieren sollte.
In den angrenzenden Häusern bestand ursprünglich vielfältiger Einzelhandel, um die Grundversorgung sicherzustellen. An der Gießerstraße befindet sich der Gasthof „Mätzschkers Festsäle“ (vormals „Zur Windmühle“), der auch als „Ballhaus Leipzig“ firmiert. Der Platz wurde seit seinem Bestehen mehrmals umgestaltet. Zuletzt wurde 1984 ein Brunnen angelegt. Gemäß der offiziellen kommunalen Gliederung Leipzigs von 1992 gehört der Gießerplatz heute zum Ortsteil Plagwitz.